# Muzeum Kolei w Lublanie
Muzeum Kolei w Lublanie (słoweń. Železniški muzej Slovenskih železnic) – muzeum kolejnictwa zlokalizowane w stolicy Słowenii – Lublanie, funkcjonujące w budynkach dawnej parowozowni Lublana Šiška przy ul. Parmovej 35.

## Historia

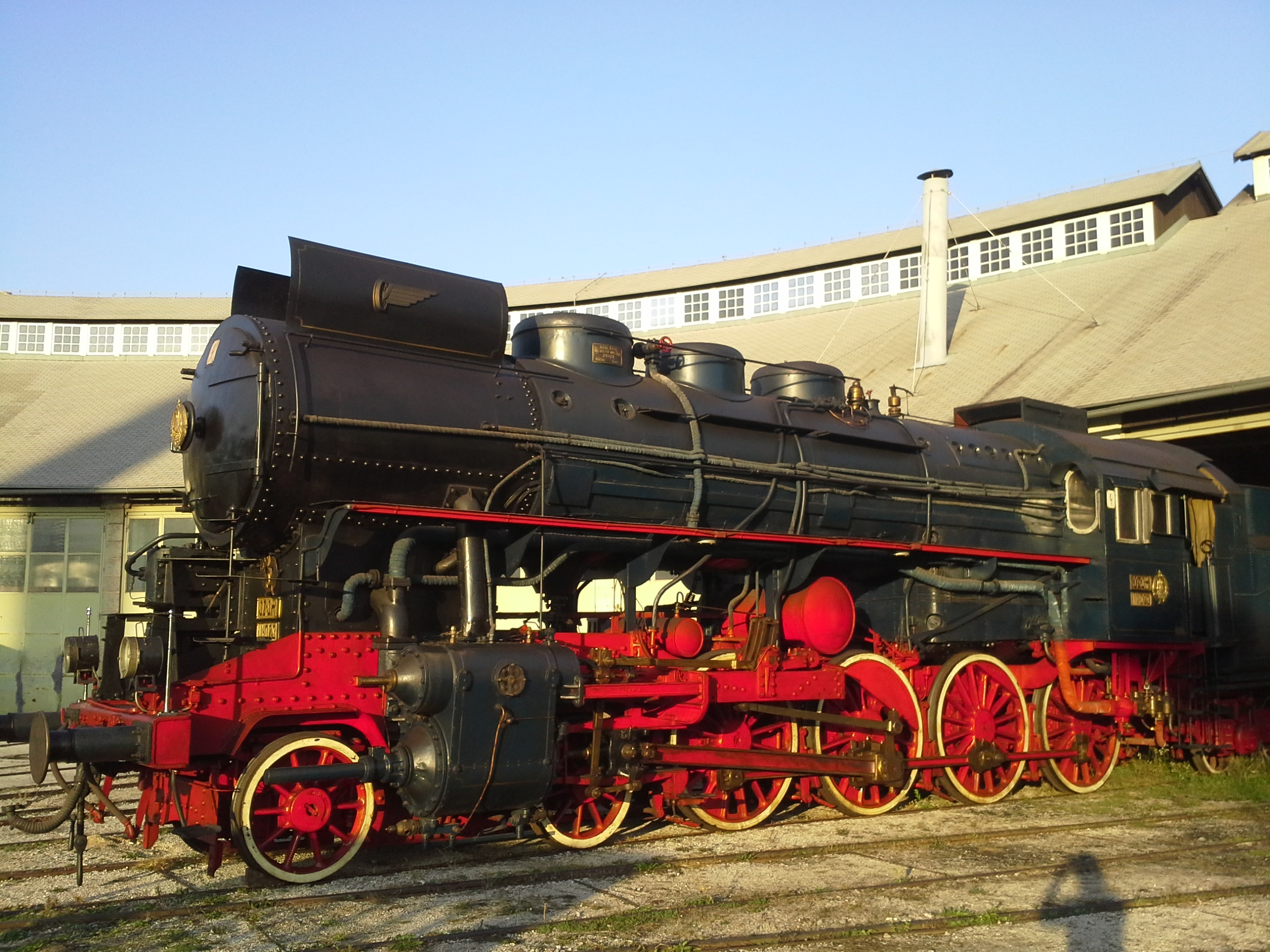
Parowóz JŽ 11-023

Muzeum, gromadzące eksponaty związane ze słoweńskim dziedzictwem kolejowym, zaczęło powstawać w latach 60. XX wieku i stopniowo przekształciło się w ekspozycję na terenie dawnej parowozowni. Głównym budynkiem jest rotunda z obrotnicą. Stała ekspozycja znajduje się również w drugim, mniejszym budynku pomocniczym.
Pomysł dokumentowania historii kolei słoweńskich narodził się w czasie, gdy kończyła się epoka użytkowania lokomotyw parowych na terenach byłej Jugosławii. W 1950 roku otwarto centralne Belgradzkie Muzeum Kolejnictwa, więc w Lublanie nie gromadzono jeszcze w tym czasie osobnych eksponatów. Słoweńscy kolejarze zdecydowali się na utworzenie osobnego muzeum dopiero ponad dekadę później i przeznaczyli na nie lokomotywownię Lublana Šiška. Muzeum powstało ostatecznie dopiero w 1981 roku jako Dział Działalności Muzealnej Gospodarki Kolejowej Lublany. Tabor i eksponaty umieszczono wówczas tymczasowo na głównej stacji w Lublanie. W 1988 placówkę przeniesiono w sąsiedztwo obecnego miejsca, gdyż lokomotywownia była jeszcze używana. W 1999 ekspozycja docelowo zajęła parowozownię, a w 2004 uległa rozszerzeniu na pozostałe budynki.

## Ekspozycja

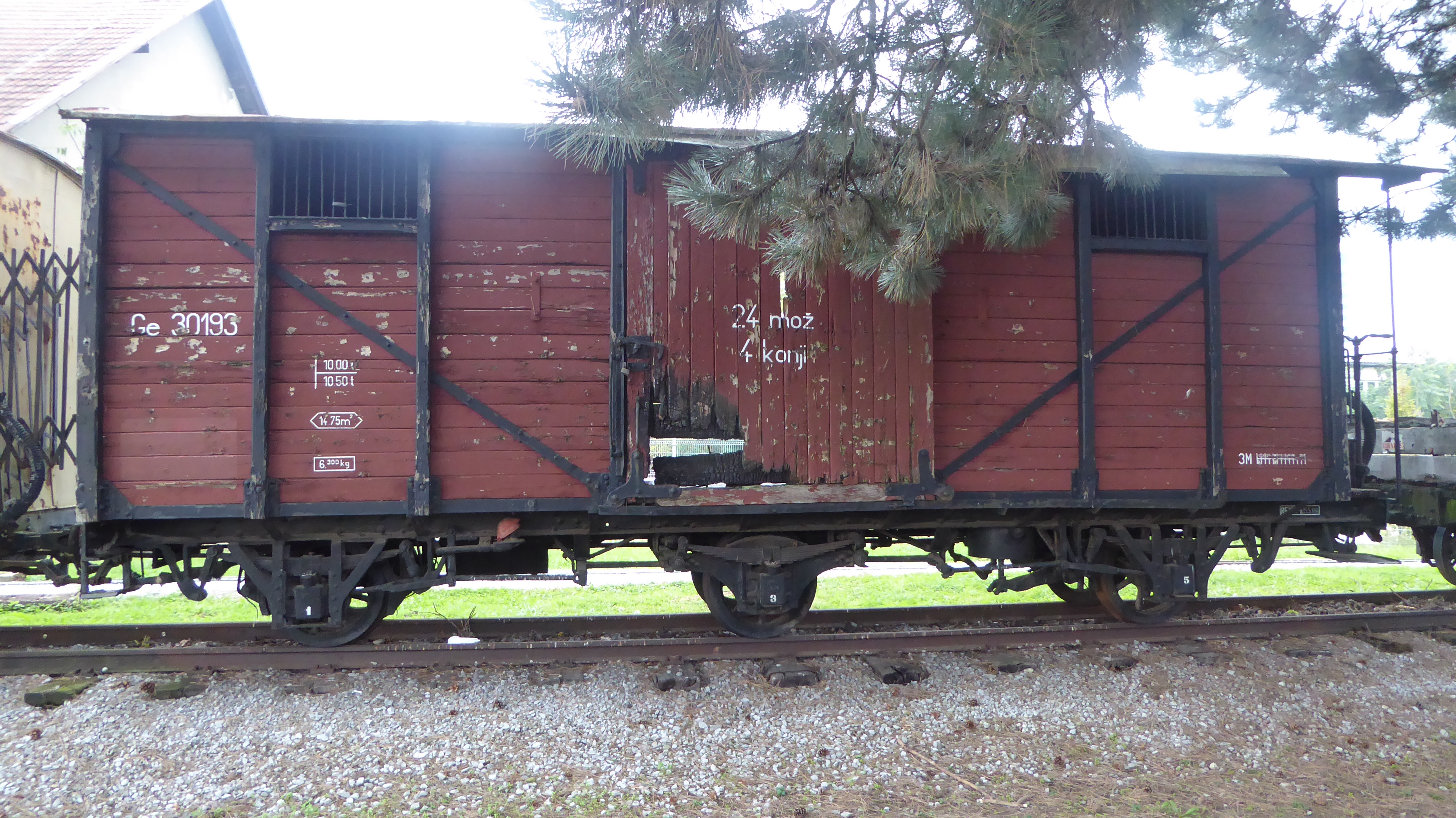
Wagon towarowy BHStB

Muzeum koncentruje się na historii kolei słoweńskiej. W kolekcji znajduje się sześćdziesiąt historycznych lokomotyw i ponad pięćdziesiąt innych pojazdów. Ponadto w magazynach muzeum przechowywanych jest około 5000 eksponatów. W centralnym budynku eksponowany jest tabor, w tym parowozy. Stała ekspozycja innych kluczowych dziedzin potrzebnych do funkcjonowania kolei (w tym np. łączności) znajduje się w pobliskim obiekcie pomocniczym.
Najstarsza lokomotywa SB 29 718 dawnej Kolei Południowej została skonstruowana w 1861 roku. Czynna 162-001 pochodzi z 1880 roku, a 03-002 została zaprojektowana w 1910 roku na potrzeby linii Ljubljana – Triest. 06-018 została skonstruowana specjalnie dla linii słoweńskich w 1930 roku. Najmniejszy z parowozów to K3, który został wykonany w 1892 roku do obsługi linii wąskotorowej Poljčane – Konjice. W zbiorach znajduje się też dawny wagon usługowo-pocztowy DF 43621, zbudowany w 1914 roku na potrzeby Kolei Południowej w Grazu oraz Cs 31198 (najstarszy wagon pasażerski w zbiorach muzeum) skonstruowany w 1893 roku w fabryce Nesselsdorf w Czechach. Wagon Ci 31972 został zbudowany dla Kolei Czechosłowackich w 1922 roku i potem (nieznaną drogą) trafił do Słowenii, natomiast Cs 31464 pochodzi z austro-węgierskich kkStB.
Muzeum uruchamia pociągi historyczne z własnym taborem.

## Galeria

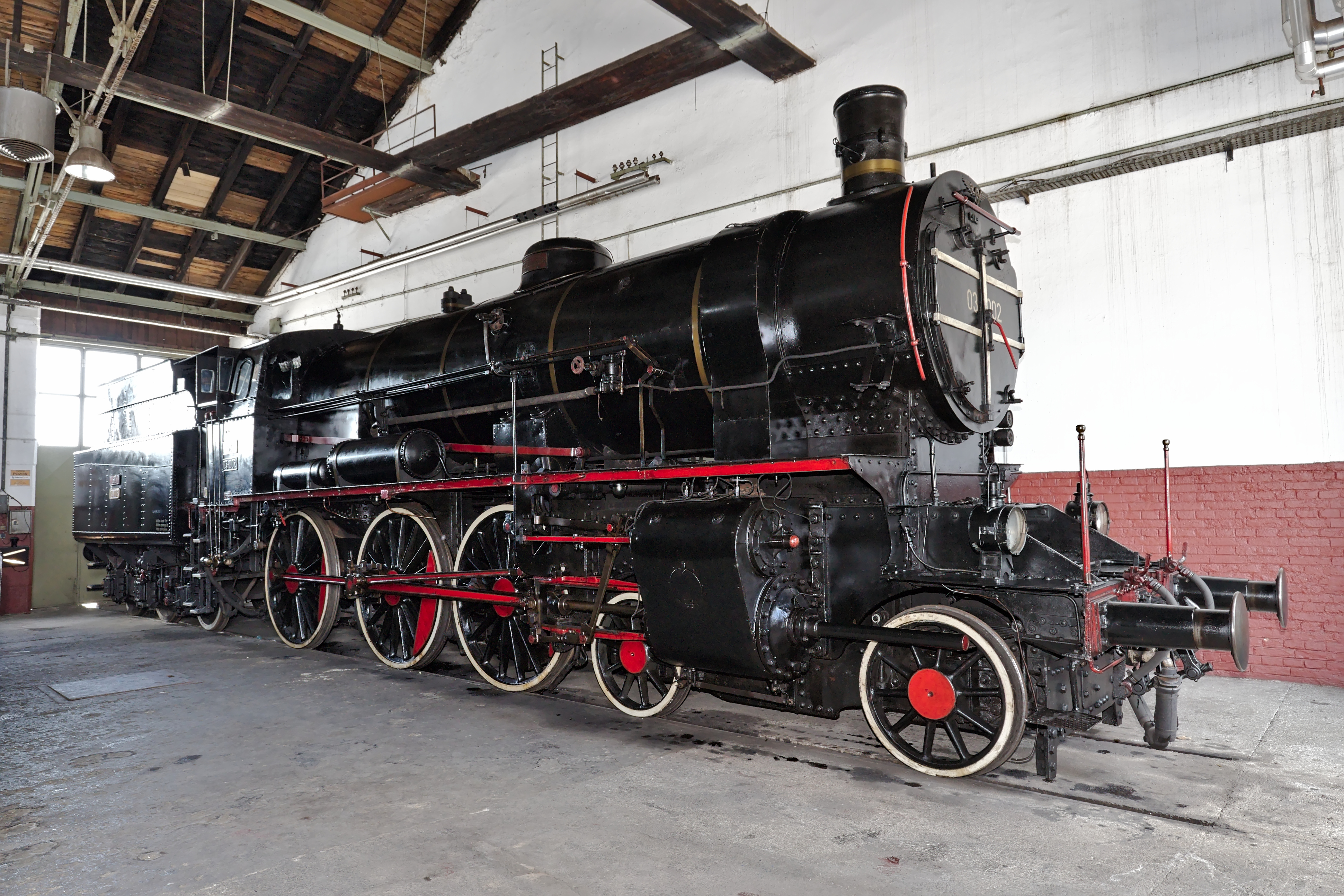
Parowóz JŽ 03-002
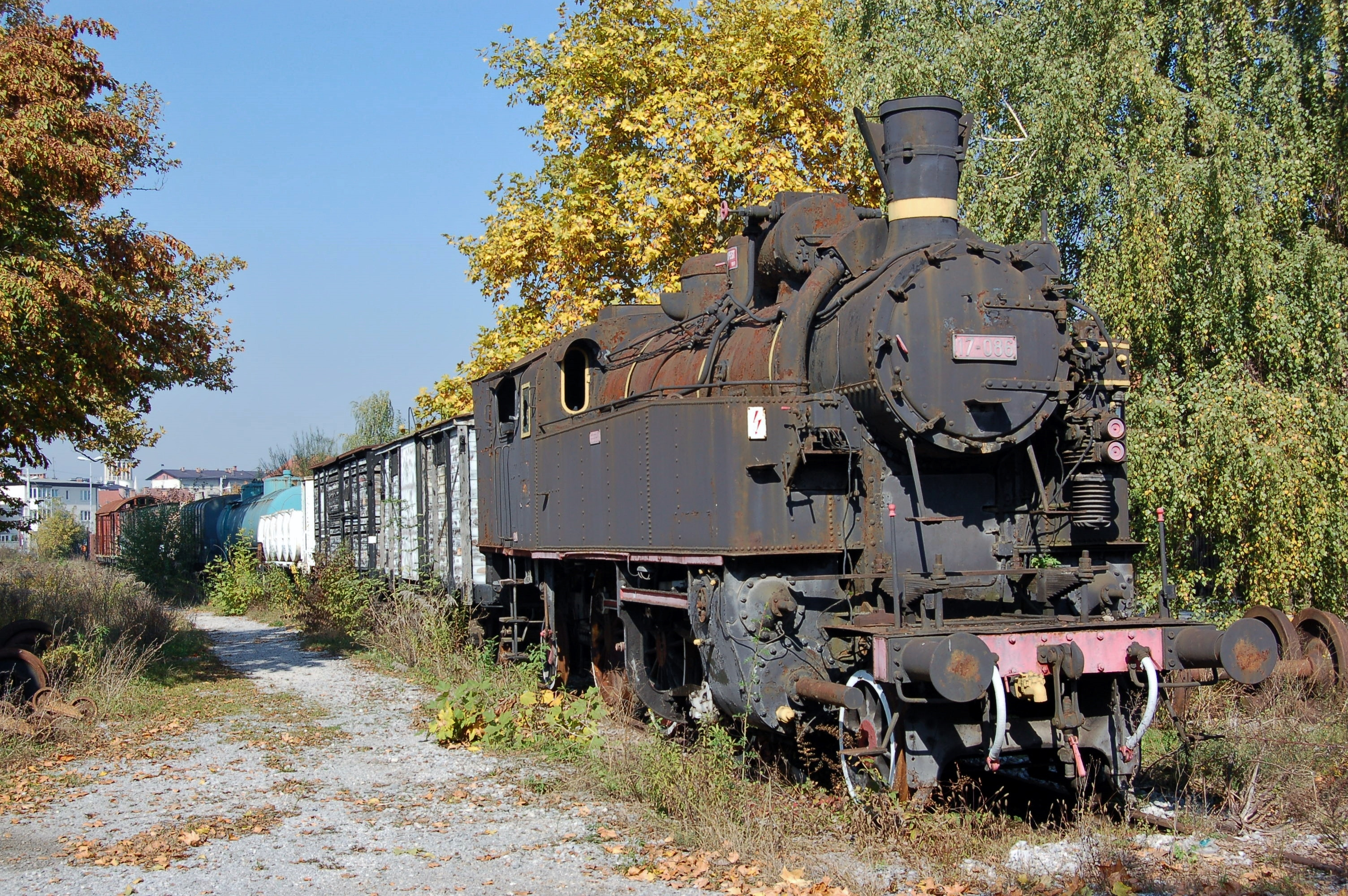
Fragment ekspozycji w 2007 (parowóz MÁV 342)
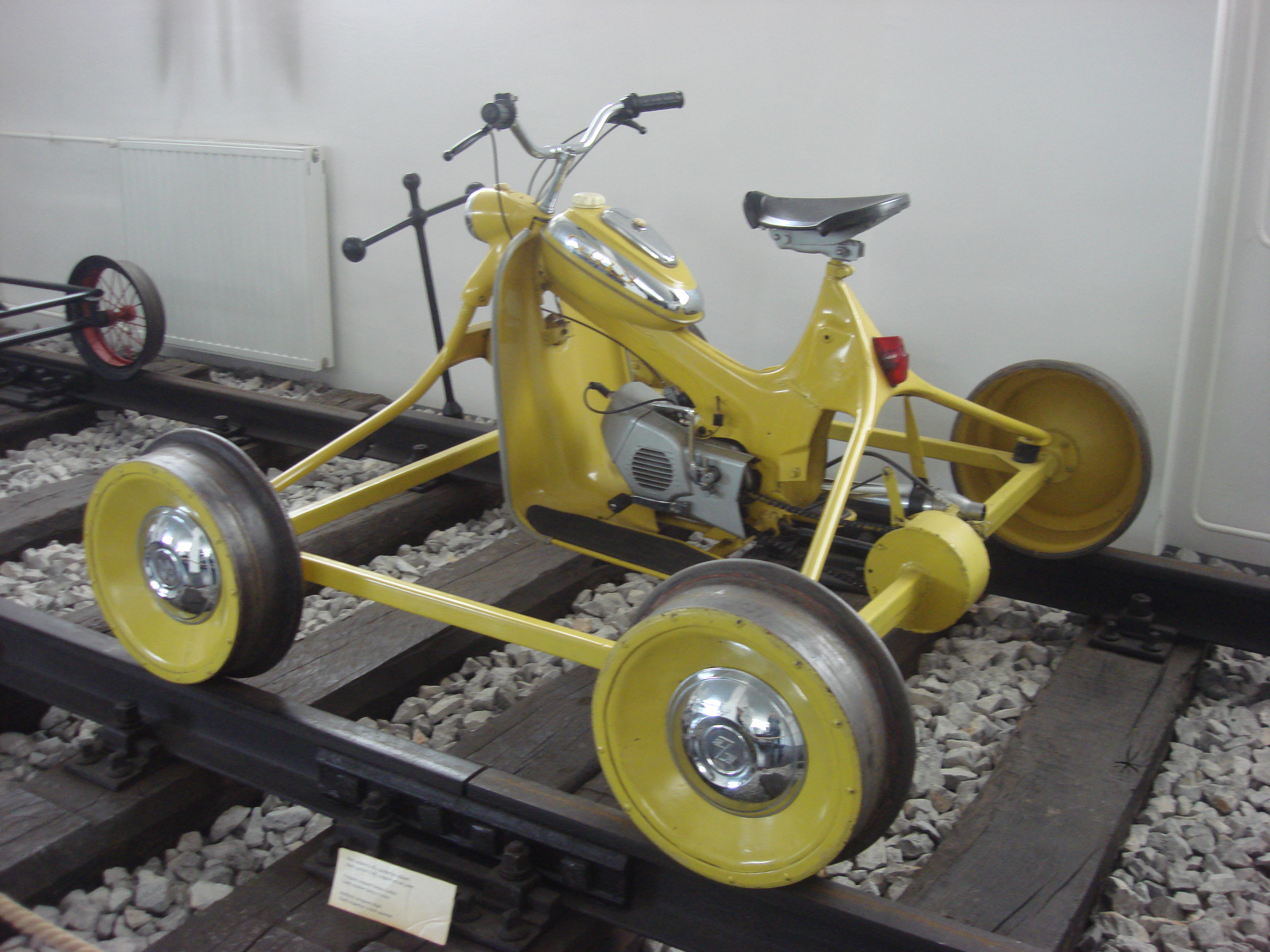
Drezyna spalinowa
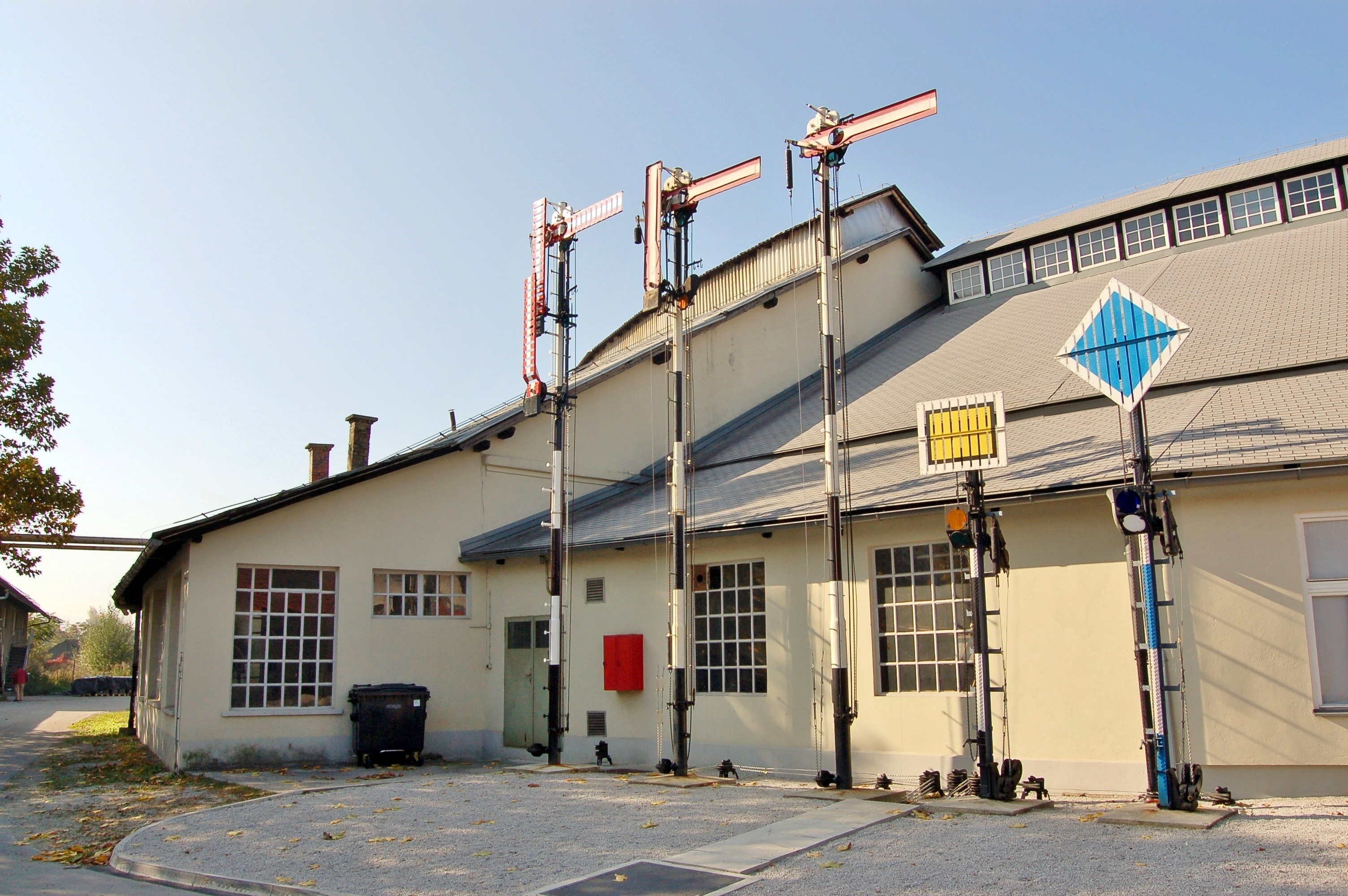
Urządzenia zabezpieczenia ruchu
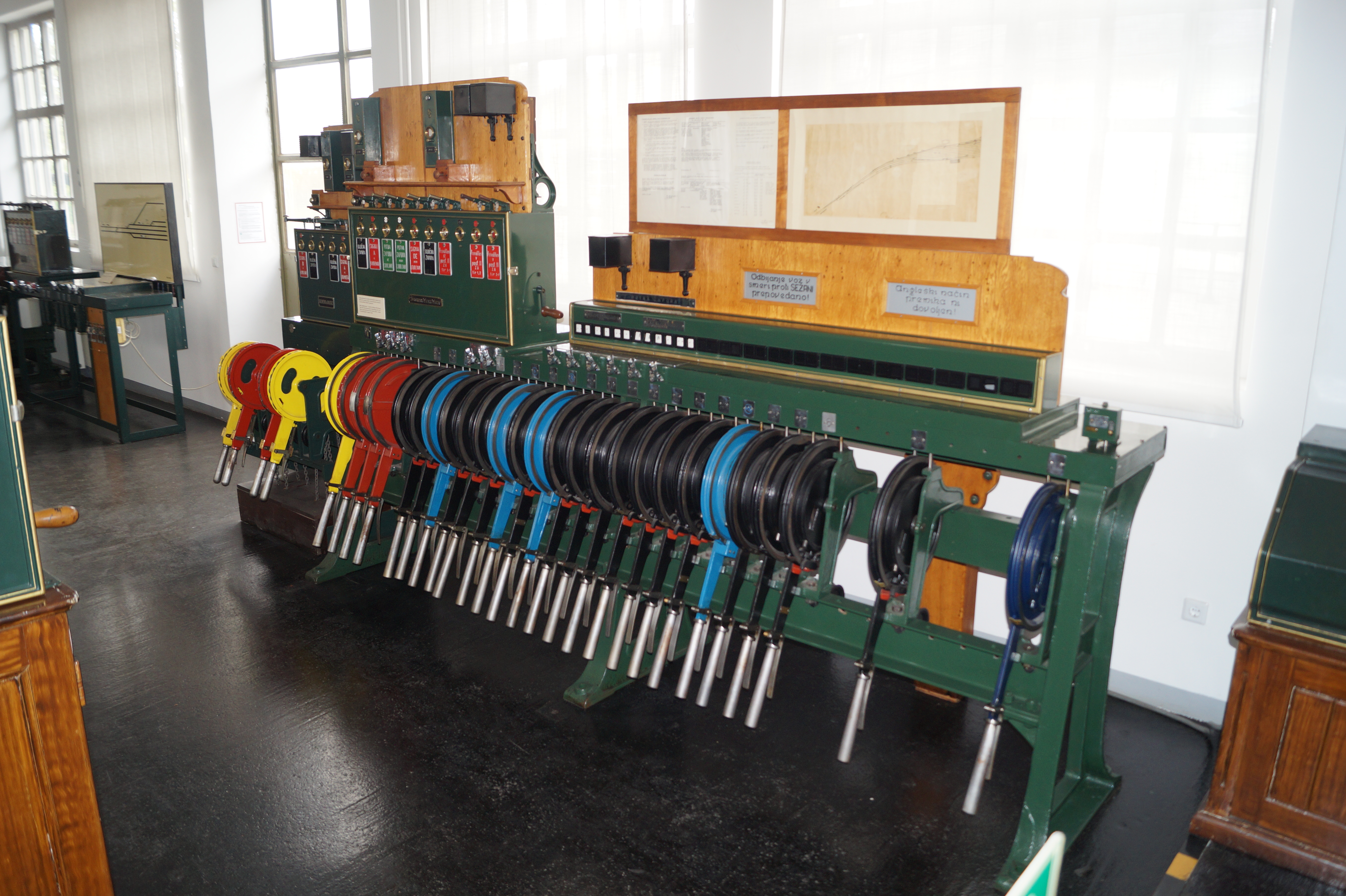
Zabytkowe elementy nastawni